# Georg von Loeper
Johann Georg von Loeper (ur. 2 stycznia 1863 Loepersdorf, powiat Regenwalde, zm. 13 stycznia 1938 w  Wedderwill) — był niemieckim urzędnikiem administracyjnym, był burmistrzem, starostą (Landrat) i tajnym radcą.

## Rodzina
Jego ojcem był Johann George Friedrich Bernhard von Loeper (ur. 22 czerwca 1819, zm. 13 czerwca 1900), jego matką była Johanna Philippine Helene von Eisenhard-Rothe (ur. 28 czerwca 1825, zm. 6 stycznia 1896). Jego ojciec był spadkobiercą majątków w Stramehl i Loepersdorf oraz starostę powiatu Regenwalde. Georg von Loeper był żonaty. Zawarł związek małżeński w Karow. Jego żoną została Margarete Johanne Köller (ur. 10 sierpnia 1870). Para miała kilkoro dzieci: Johanna Marie Elisabeth Albertine Gertrud (ur. 27 listopada 1892), Johanna Marie Elisabeth Helene Margarete (ur. 07 października 1893), Johann Renatus Oskar Bernard Hubertus (ur. 3 listopada 1894, zm. 22 sierpnia 1914), zginął jako porucznik w pułku piechoty nr 145, Johann Detlef Emil Joachim Georg Ludwig (ur. 28 grudnia 1896, zm. 19 kwietnia 1917), zginął jako porucznik w pułku piechoty nr 145, Hans Ulrich Hugo Willy Hermann Adolf (ur. 19 czerwca 1901), Johann Ferdinand Emanuel Ernst Dietrich (ur. 29 czerwca 1902).

## Kariera
- Georg von Loeper studiował prawo na Uniwersytecie im. Georga-Augusta w Getyndze
- W 1884 został członkiem Korpusu Saxonia Göttingen[2]
- Po ukończeniu studiów odbył aplikację prawniczą
- Przeszedł do administracji cesarskiej w Alzacji i Lotaryngii
- Zostaje asesorem sądowym
- W 1894 zostaje burmistrzem Saargemünd
- W 1903 zostaje starostą (Landrat) powiatutu Forbach[3]
- W 1908 przeniósł się do dystryktu Metz jako dyrektor dystryktu[4]
- W 1910 został tajnym radcą
- W czasie I wojny światowej był Kreischef-Süd w Longwy i Briey
- Był szefem administracji cywilnej inspekcji etapowej departamentu armii C.
- Po zakończeniu wojny musiał opuścić stanowisko dyrektora dystryktu i opuścić Lotaryngię
- W latach 1920–1923 reprezentował interesy Rzeszy Niemieckiej w komitecie ds. Określenia zniszczeń wojennych w Alzacji i Lotaryngii
- Reprezentuje rząd w określeniu szkód wojennych w Alzacji-Lotaryngii i Poznaniu w Kassel.